# Tiaret (provins)

Tiarets provins i Algeriet

Tiaret (arabiska: ولاية تيارت) är en provins (wilaya) i centrala Algeriet. Provinsen har 842 060 invånare (2008). Tiaret är huvudort.

## Administrativ indelning
Provinsen är indelad i 14 distrikt (daïras) och 42 kommuner (baladiyahs).